# Gössäter
Gössäter is een plaats in de gemeente Götene in het landschap Västergötland en de provincie Västra Götalands län in Zweden. De plaats heeft 161 inwoners (2005) en een oppervlakte van 30 hectare.